# Watashi, Nōryoku wa Heikinchi de tte Itta yo ne!
Watashi, Nōryoku wa Heikinchi de tte Itta yo ne! (私、能力は平均値でって言ったよね! lit. ¡Pedí habilidades promedio en mi próxima vida!?) es una serie de novelas ligeras escritas por FUNA e ilustradas por Itsuki Akata. Una adaptación a serie de manga creada por Neko Mint fue serializada en 2016. Tanto la novela ligera como el manga han sido licenciadas en Norteamérica por Seven Seas Entertainment. Una adaptación a serie de anime por parte del estudio Project No.9 se emitió del 7 de octubre al 23 de diciembre de 2019.

## Sipnosis
Misato Kurihara es una adolescente genio que nunca pudo hacer amigos debido a sus habilidades excepcionales. Muere atropellada mientras protegía a una niña y le es ofrecida la oportunidad de renacer en un mundo de fantasía, pero Misato pide simplemente reencarnar con habilidades promedio. Renace como la noble Adele von Ascham, pronto descubre que el "promedio" en este nuevo mundo tiene en cuenta el poder de todas las criaturas mágicas desde el más fuerte hasta el más débil, lo que hace que sus habilidades físicas y mágicas sean 6800 veces más fuertes que las de un humano típico Asistiendo a Hunter's Prep School junto a sus compañeras de clase Mavis, Reina y Pauline, Adele hace todo lo posible para vivir su vida lo más normalmente posible, lo que no resulta ser una hazaña fácil.

## Personajes

### Voto Carmesí
Adele von Ascham (アデル・フォン・アスカム Aderu fon Asukamu?)  / Mile (マイル Mairu?)
Seiyū: Hikaru Koide (CM), Azumi Waki (anime)
El personaje central, Adele es una niña de doce años con el pelo largo y plateado. Originalmente era una niña japonesa prodigio llamada Misato Kurihara (栗原 海里 Kurihara Misato?), que no pudo hacer amigos debido a las expectativas puestas en ella. Después de perder su vida mientras salvaba a una niña de un camión que se aproximaba, se le ofreció la oportunidad de reencarnarse en un mundo de fantasía, pidiendo solo que se le dieran habilidades "promedio" para que pueda vivir una vida normal. Después de recuperar sus recuerdos a la edad de diez años, Adele descubrió que sus habilidades, que son el promedio de todas las criaturas mágicas del mundo, son 6800 veces más poderosas que un humano promedio, lo que le da una fuerza física excesiva y una magia poderosa. Después de no poder ocultar sus habilidades en la Academia Eckland, dejó su país de origen y tomó el alias de "Mile" para asistir a la Escuela de Preparación Hunter, donde forma un  grupo llamado Voto Carmesí (赤き誓い Akaki Chikai?). Le encanta el anime, el manga y los videojuegos, cuyo conocimiento utiliza en su nueva vida de maneras muy interesantes. Ella tiene un complejo de pechos, lo que provoca su enojo cuando alguien lo señala.
Reina (レーナ Rēna?)
Seiyū: Yuki Nakashima (CM), Sora Tokui (anime)
También conocida como Crimson Reina, es una maga especializada en magia de fuego. Ella nació de un comerciante ambulante, y se convirtió en cazadora a una edad temprana, dándole el conocimiento y la experiencia más práctica entre los miembros del grupo Voto Carmesí. Ella tiene un hechizo de fuego característico llamado Crimson Hellfire, y tiene un odio particular por los bandidos después de que tanto su padre como un grupo de cazadores que la habían acogido después de su muerte fueron asesinados por tales bandidos. A pesar de tener quince años al comienzo de la serie, se supone que tiene una edad similar a Mile, el miembro más joven de su grupo, debido a su altura y apariencia, lo que es una fuente de molestia para ella.
Mavis von Austien (メーヴィス・フォン・オースティン Mēvisu fon Ōsutin?)
Seiyū: Fumiko Uchimura (anime)
El líder oficial del Voto Carmesí (aunque siempre es Reina quien hace el "liderazgo" real), Mavis es una espadachina de 17 años de noble cuna. Después de huir de casa con la esperanza de convertirse en caballero, conoció a los otros miembros del Voto Carmesí en la Escuela de Preparación de los Cazadores y ayudó a formar la fiesta. Ella es alta y tiene una apariencia andrógina, haciéndola popular entre otras chicas. Es una fanática de las historias curiosas y tristes, especialmente las historias de fondo detrás de cada una de sus amigas.
Pauline (ポーリン Pōrin?)
Seiyū: Masumi Tazawa (anime)
Una maga de 14 años especializada en curación y magia de agua, es hija de un comerciante y la contadora residente del Voto Carmesí. A pesar de su actitud tacaña, generalmente tiene una apariencia y un comportamiento suaves, pero se sabe que muestra ataques de crueldad cuando se la solicita. La compañía de su familia se llama Beckett Company, aunque no se ha confirmado si el apellido de Pauline es el mismo.

### Academia Eckland
Marcela (マルセラ Marusera?)
Seiyū: Maki Kawase (anime)
La tercera hija de un barón y una amiga de Adele. Al principio, estaba muy celosa de la atención que recibió Adele por sus habilidades, pero ella y sus amigas se relajaron después de conocer su trágico pasado familiar y su sincera personalidad.
Monika (モニカ Monika?)
Seiyū: Kiyono Yasuno (anime)
La hija de un comerciante y una amiga de Adele.
Aureana (オリアーナ Oriāna?)
Seiyū: Hisako Tōjō (anime)
Un plebeyo que asistía a la Academia Eckland con una beca y un amigo de Adele.

### Otros
El Creador (創造主 Sōzōnushi?)
Seiyū: Shōta Aoi (anime)
Un joven que Misato conoció después de su muerte, que afirma tener un papel similar al de "Dios". Como agradecimiento a Misato por salvar a una niña que había elegido para ser la futura salvadora de la humanidad, él le otorga una reencarnación en un mundo de fantasía con habilidades promedio, según lo solicitado. Sin embargo, dado que midió el término "promedio" usando la criatura más poderosa del nuevo mundo, un antiguo dragón, como plantilla, a la reencarnación de Misato se le han otorgado poderes mucho más allá de lo que ella realmente quería.
Nano (ナノ Nano?)
Seiyū: Wataru Hatano (anime)
Una criatura misteriosa que solo se muestra a Adele. Vigila las nanomáquinas que componen la magia de las personas en el otro mundo, los restos de una civilización enormemente avanzada, ahora perdida. En el manga, aparece como un pequeño robot con cuerpo esférico, mientras que en el anime parece un gato joven.
Lenny (レニー Renī?)
Seiyū: Hiyori Kono (anime)
La hija de una familia que maneja la posada donde Mile y más tarde todo Crimson Vow se instalan.
Keiko Kurihara (栗原 経緯子 Kurihara Keiko?)
Seiyū: Saima Takano
La hermana menor de Misato. Aunque ama a su familia, no es una otaku incondicional como el resto de ellos.

## Medios de comunicación

### Novela de web
FUNA comenzó a serializar la historia como una novela web en el sitio web de publicación de novelas generado por el usuario Shōsetsuka ni Narō el 14 de enero de 2016. Hasta el 28 de octubre de 2022, se han publicado 582 capítulos de la novela web. 

### Novelas ligeras
La serie fue adquirida para publicación impresa por Taibundo y Earth Star Entertainment, quienes publicaron la primera novela ligera, con ilustraciones de Itsuki Akata, en mayo de 2016 bajo su sello Earth Star Novel. Seven Seas Entertainment anunció el 11 de septiembre de 2017 que habían licenciado la serie.
| N.º | Fecha de lanzamiento    | ISBN                |
| --- | ----------------------- | ------------------- |
| 1   | 14 de mayo de 2016      | ISBN 978-4803009224 |
| 2   | 15 de agosto de 2016    | ISBN 978-4803009491 |
| 3   | 15 de noviembre de 2016 | ISBN 978-4803009668 |
| 4   | 15 de marzo de 2017     | ISBN 978-4803010251 |
| 5   | 15 de junio de 2017     | ISBN 978-4803010657 |
| 6   | 17 de octubre de 2017   | ISBN 978-4803011210 |
| 7   | 15 de marzo de 2018     | ISBN 978-4803011609 |
| 8   | 14 de julio de 2018     | ISBN 978-4803012101 |
| 9   | 15 de noviembre de 2018 | ISBN 978-4803012521 |
| 10  | 15 de marzo de 2019     | ISBN 978-4803012811 |
| 11  | 16 de julio de 2019     | ISBN 978-4803013146 |
| 12  | 12 de octubre de 2019   | ISBN 978-4803013498 |

### Manga
Una adaptación de manga con arte de Neko Mint comenzó la serialización en línea en el sitio web Comic Earth Star de Earth Star Entertainment el 5 de agosto de 2016. Seven Seas anunció su licencia para el manga el 11 de septiembre de 2017. 
| N.º | Fecha de lanzamiento  | ISBN                |
| --- | --------------------- | ------------------- |
| 1   | 15 de marzo de 2017   | ISBN 978-4803010091 |
| 2   | 17 de octubre de 2017 | ISBN 978-4803011173 |
| 3   | 12 de junio de 2018   | ISBN 978-4803012002 |
| 4   | —                     | —                   |

### Anime
Se anunció una adaptación de anime a través de Twitter el 26 de febrero de 2018. El anime, más tarde confirmado como una serie de televisión, está dirigido por Masahiko Ōta, escrito por Takashi Aoshima y animado por el Proyect No.9, con Sō Watanabe como diseñador de personajes y Yasuhiro Misawa como compositor musical. La serie se transmitió del 7 de octubre al 23 de diciembre de 2019 en AT-X, Tokyo MX, BS11, TVA y ABC. Azumi Waki, Sora Tokui y Masumi Tazawa interpretaron el tema de apertura de la serie "Smile Skill = Sukisukiskill", mientras que Waki interpretó el tema final de la serie "Genzai ↑ Banzai ↑". La serie es transmitida por Crunchyroll en todo el mundo fuera de Asia.
| # | Título | Estreno                 |
| --- | --- | ----------------------- |
| 1 | «¡Dijiste que conseguiría un cambio en un mundo nuevo!» «Shintenchi de Yarinaoshi tte Itta yo ne!» (新天地でやり直しって言ったよね！)      | 7 de octubre de 2019    |
| Después de ser atropellada por un camión y se le ofreció la oportunidad de reencarnarse en un mundo paralelo, Misato Akihara, que se sintió infeliz en la vida debido a su alto intelecto, le pide que se reencarne con habilidades promedio. Renacida como una noble llamada Adele von Ascham, la niña, bajo el alias "Mile", viaja a la capital de Tis para comenzar una vida promedio. Al enterarse de que varios niños han desaparecido, Mile los busca y se encuentra con Mavis von Austien, el caballero, y Reina, la maga, en el camino. Al encontrar a los niños desaparecidos junto con un comerciante llamado Pauline, las chicas se enfrentan a los secuestradores y a su líder, Arledy. Cuando su pequeña estatura es insultada, Mile, cuyas habilidades son en realidad el promedio de todas las criaturas mágicas del mundo, sin darse cuenta usa su magia demasiado poderosa para derrotar a los secuestradores con facilidad. Al día siguiente, Mile comienza a asistir a Hunter's Prep School, descubriendo que Mavis, Reina y Pauline son todas sus compañeras de cuarto. | |                         |
| 2 | «¡No dije que los cuatro seríamos una fiesta!» «Yonin de Pātī tte Itta yo ne!» (四人でパーティーって言ったよね！)                          | 14 de octubre de 2019   |
| A medida que comienzan las lecciones, Mile intenta contener sus habilidades para parecer promedio, solo para hacer que sus compañeras de cuarto sospechen aún más de ella. Más tarde, cuando las chicas forman una fiesta y emprenden una búsqueda para cazar conejos con cuernos, Mile decide entrenar a las demás para que se fortalezcan con la esperanza de que se destaque menos. Justo cuando completan su tarea, las chicas son emboscadas por un grupo de golems de rock, pero logran derrotarlas con lo que han aprendido recientemente. | |                         |
| 3 | «¡No dije que hiciera mi graduación simple y llanamente!» «Sotsugyō wa Jimi ni tte Itta yo ne!» (卒業は地味にって言ったよね！)             | 21 de octubre de 2019   |
| Después de que hayan pasado seis meses, las chicas hacen planes para formar una fiesta oficial después de la graduación. Ante el cierre de la escuela, el director les pide a las chicas que participen en la batalla simulada de la graduación contra los cazadores de rango B y ganen contra ellas. El día de la batalla, Arledy se acerca a Mile, quien está detrás del cierre, y le ofrece revocar el cierre con la condición de que se convierta en suya si su grupo no puede ganar sin ninguna pérdida. Sin embargo, para su sorpresa, Mavis, Pauline y Reina lograron ganar sus batallas con las habilidades que aprendieron en los últimos seis meses. Para la batalla final, Arledy interviene para luchar contra Mile, pero se rinde rápidamente después de presenciar el poder de Mile de primera mano. | |                         |
| 4 | «¡No dije que este era el primer paso del voto carmesí!» «Akaki chikai no Daīppo tte Itta yo ne!» (赤き誓いの第一歩って言ったよね！)       | 28 de octubre de 2019   |
| Después de su graduación, Crimson Vow comienza a realizar misiones de Hunter para cubrir sus gastos de vida. Después de algunas misiones de recolección, aceptan una asignación como guardias para una caravana, donde se hacen amigos de un viejo comerciante. Después de un incidente embarazoso con sus vestimentas, el Voto Carmesí demuestra su valía al derrotar fácilmente a una banda de ladrones atacantes, su aliado mago y su golem de rock mejorado. Durante la pelea, sin embargo, Reina revela un odio demasiado intenso por los bandidos. | |                         |
| 5 | «¡No dije que estamos haciendo las historias de fondo de todos!» «Minna no Mukashibanashi tte Itta yo ne!» (みんなの昔話って言ったよね！)  | 4 de noviembre de 2019  |
| Una noche, durante un receso de campamento, Mile, Reina, Mavis y Pauline se cuentan sus historias de fondo. Reina, la hija de un vendedor ambulante, ha llegado a odiar a los bandidos desde que esas personas primero mataron a su padre y luego a Crimson Lightning, una banda de cazadores aventureros que la había acogido, lo que lleva a la revelación de sus habilidades mágicas. Mavis escapó de su noble hogar cuando su padre y sus hermanos negaron su deseo de seguir sus pasos como caballero. Pauline es la hija de un comerciante acomodado que fue asesinado y su negocio anexado por su traicionero secretario, lo que la llevó a convertirse en un cazador para vengar a su padre. Por su parte, Mile cuenta su historia como Adele von Ascham, cómo su madre fue asesinada y su nueva madrastra la sacó de su casa, y cómo hizo sus primeros amigos en la Academia Eckland hasta que un incidente con sus poderes mágicos atrapó a su madre. la atención de King, obligándola a huir y adoptar su nueva identidad como Mile.                                             | |                         |
| 6 | «¡No dije que ya no iría al bosque!» «Mō mori e nante ikanai tte Itta yo ne!» (もう森へなんて行かないって言ったよね！)                     | 11 de noviembre de 2019 |
| Los comerciantes escoltados por Crimson Vow llegan a salvo a su destino, donde se encuentran con la nieta del viejo comerciante, Anne. Inmediatamente después, los comerciantes deben entregar otro envío, pero en su camino son asediados y asesinados por bandidos. Decidida a vengarlos, Reina se va sola al bosque, seguida de Mile, Mavis y Pauline. Las chicas descubren que los bandidos son en realidad soldados del vecino Imperio Albarn asignados para interrumpir los ingresos comerciales de Amroth y derrotarlos a todos, al mismo tiempo que impiden que Reina mate a su líder. El viejo comerciante también resulta estar vivo, habiendo evadido por casualidad el ataque, y se reúne felizmente con su nieta. | |                         |
| 7 | «¡No dije que deberíamos tomar descansos a veces!» «Tama ni wa kyūka tte Itta yo ne!» (たまには休暇って言ったよね！)                       | 18 de noviembre de 2019 |
| Después de sus éxitos en el camino, Voto Carmesí decide tomar un descanso. Sin saber qué hacer, Mile decide ir a la playa y se adapta nuevos trajes de baño para ella y las otras chicas, aunque esto provoca un leve escándalo cuando resultan demasiado reveladores para el sentido de la moda de este mundo. Pero cuando regresan a su posada, Pauline se aleja del grupo y desaparece después de ver a un soldado acechando en un callejón. | |                         |
| 8 | «Nadie mencionó que Pauline se va a casar, ¡¿verdad?!» «Pōrin ga kekkon tte Itte nai yo ne?!» (ポーリンが結婚って言ってないよね？！)       | 25 de noviembre de 2019 |
| Justo cuando Mile, Reina y Mavis se preguntan dónde ha ido Pauline, reviven una carta de la familia de Mavis, diciéndoles que su tercer hermano mayor se va a casar con Pauline. Sin embargo, esto es solo una estratagema del exsecretario principal de su padre y su amigo, el vizconde del consejo de administración, para formar vínculos con una prestigiosa línea familiar y para garantizar la cooperación de Pauline, mantienen a su madre y a su hermano menor como rehenes. Para detener este plan insidioso, Mile, Reina y Mavis invaden la finca Beckett, y el padre de Mavis, el conde Austien, pide un juicio por combate, que Pauline gana fácilmente. Cuando el Conde Austin exige que Mavis regrese a casa, ella se niega, obligando a Mile a un juicio por combate contra el Conde. Después de ser derrotado, el conde finalmente cede y aprueba la elección de carrera de Mavis. | |                         |
| 9 | «¡¿No dije Wyvern Hunting?!» «Waibān tōbatsu tte Itta yo ne?!» (ワイバーン討伐って言ったよね?!)                                            | 2 de diciembre de 2019  |
| Cansado por la carga de trabajo que Lenny les acumula en su posada (a cambio de una reducción de su renta), Crimson Vow emprende una búsqueda de caza de Wyvern, a pesar de que Wyverns es un blanco de caza extremadamente difícil. Visitan el pueblo en cuya vecindad se ha asentado el Wyvern en cuestión, y lo derriban después de que Mile emplea varios ataques aéreos utilizando a sus compañeros de equipo como misiles vivos. Sin embargo, antes de que puedan matarlo, son detenidos por Booneclift, un mago real que se hizo amigo del Wyvern, a quien llamó Lobreth, en su juventud. Con esos dos viejos amigos felizmente reunidos, y con Booneclift recompensando generosamente a todas las partes involucradas, Crimson Vow cumple su sueño largamente deseado de erigir una casa de murciélagos privada en los terrenos de la posada. | |                         |
| 10 | «¡No dije que las sorpresas deberían mantenerse en secreto!» «Sapuraizu wa naisho de tte Itta yo ne!» (サプライズは内緒でって言ったよね！) | 9 de diciembre de 2019  |
| Mientras celebraba el undécimo cumpleaños de Lenny, Mile recuerda con nostalgia su primer cumpleaños que había pasado con amigos en la Academia Eckland, lo que llevó al resto de Crimson Vow a preparar su propia fiesta sorpresa para Mile. Sin embargo, para hacerlo, tienen que reunir fondos por su cuenta sin avisarle, lo que hace que Mile se obsesione con la idea de que los demás la están abandonando. Aun así, incluso después de que se revela el secreto, la fiesta se cumple, hasta que una milla aliviada confiesa haber cometido algunas transgresiones menores contra sus propios compañeros de equipo. | |                         |
| 11 | «¡No dije que la arrogancia conduce a problemas!» «Manshin wa kinmotsu tte Itta yo ne!» (慢心は禁物って言ったよね！)                       | 16 de diciembre de 2019 |
| Deseando demostrarle a Mile que no dependen demasiado de ella para recibir ayuda, Reina, Pauline y Mavis deciden aceptar una búsqueda particularmente difícil: encontrar un equipo de investigación perdido mientras explora las fluctuaciones peculiares de la población de monstruos de un bosque cercano. Cuando ingresan al bosque, Crimson Vow descubre que alguna criatura poderosa se ha asentado en la parte más profunda del bosque y ha subyugado a la gente bestia local como sus sirvientes. Después de liberar a la mayoría del equipo de investigación, persiguen a su líder, un erudito elfo llamado Cu Leleia, aún cautivo en un conjunto de ruinas excavadas por la gente bestia. Sin embargo, allí se ven obligados a descubrir que su oponente es un dragón anciano, una de las criaturas más poderosas de este mundo, y Mile termina herido de muerte. | |                         |
| 12 | «¡No dije que el voto carmesí nunca sería destruido!» «Akaki chikai wa fumetsu tte Itta yo ne!» (赤き誓いは不滅って言ったよね！)           | 22 de junio de 2019     |
| Mientras yace muriendo, sumida en la duda, Mile se recupera al ver a sus amigas luchando por sus vidas, y con su nueva determinación logra aumentar su poder mágico, derrotando fácilmente al dragón mayor y a dos de sus congéneres. De los dragones, Crimson Vow se entera de que estaban tratando de desenterrar los restos de una civilización anterior y más avanzada que se extinguió cuando no pudo desarrollarse más. Aunque ellos y Nano, renuentes de esa cultura perdida, se niegan a divulgar sus motivos, Mile finalmente deduce que podrían estar buscando las armas perdidas de esa civilización para aumentar su poder. Mire decide irse sola para descubrir sus planes y tal vez salvar el mundo, solo para encontrar a Reina, Pauline y Mavis uniéndose a ella voluntariamente en su nueva búsqueda. | |                         |